# إيمانويل لوتز
إيمانويل غوتليب لوتز (بالألمانية: Emanuel Leutze)‏ (24 مايو 1816 - 18 يوليو 1868) هو رسام قصص أمريكي ألماني اشتهر بلوحاته التي نشرت عام 1851 بعنوان عبور واشنطن نهر ديلاوير. يرتبط بمدرسة دوسلدورف للرسم.

## سيرته الذاتية
وُلد لوتز في شفيبيش غوموند، في فورتمبيرغ، ألمانيا، وأحضِر إلى الولايات المتحدة عندما كان طفلًا. استقر والداه أولاً في فريدريكسبيرج بفرجينيا ثم في فيلادلفيا. حدث التطور الأول لموهبته الفنية أثناء جلوسه عند سرير والده المريض، عندما حاول الرسم لتزجية ساعات الانتظار الطويلة. توفي والده عام 1831. في سن الرابعة عشرة، كان يرسم بورتريهات مقابل 5 دولارات لكل لوحة. من خلال هذا العمل، دعم نفسه بعد وفاة والده. في عام 1834، تلقى تعليمه الأول في الفن في صفوف جون روبنز سميث، رسام البورتريه في فيلادلفيا. أصبح متمرسًا بسرعة، وروج لخطة لنشر بورتريهات في واشنطن تصور رجل دولة أمريكي بارز؛ ومع ذلك، تلقى تشجيعًا ضعيفًا.

### أوروبا
في عام 1840، جذبت إحدى لوحاته الانتباه وأمنت له العديد من الطلبات، ما مكنه من الذهاب إلى أكاديمية الفنون في دوسلدورف. بسبب تصرفه المناهض للأكاديمية، درس سنةً واحدة فقط في الأكاديمية (في صف المدير تشادور). تأثر لوتز بشكل أساسي بالرسام ليسينج. في عام 1842 ذهب إلى ميونيخ، ودرس أعمال كورنيليوس وكاولباخ، وأثناء وجوده هناك، أنهى لوحته «كولومبوس قبل الملكة». في العام التالي، زار البندقية وروما، حيث أجرى دراسات حول تيتيان ومايكل أنجلو. اشترى اتحاد فنون دوسلدورف عمله الأول «كولومبوس قبل مجلس سالامانكا» 1841. أمنت له لوحته «كولومبوس مقيدًا» الميدالية الذهبية لمعرض بروكسل للفنون، واشتراها اتحاد الفنون في نيويورك لاحقًا؛ كانت اللوحة أساس طابع الإصدار الكولومبي 1893 والذي كان يُباع بدولارين. في عام 1845، بعد جولة في إيطاليا، عاد إلى دوسلدورف، وتزوج جوليان لوتنر وبقي هناك لمدة 14 عامًا.
خلال السنوات التي قضاها في دوسلدورف، كان مرجعًا للزوار الأمريكان: عثر لهم على أماكن للسكن والعمل، ووفر تعريفات ودعم عاطفي ومالي. لسنوات عديدة، كان رئيسًا لجمعية الفنانين في دوسلدورف. في عام 1848، كان مروجًا مبكرًا لجمعية مالكاستن" الفنية؛ وفي عام 1857، قاد الدعوة إلى تجمع الفنانين ما أدى إلى تأسيس التعاونية الفنية الألمانية العامة.
قرّر لوتز، الذي كان مؤيدًا قويًا لثورات أوروبا في عام 1848، أن يرسم لوحة من شأنها أن تشجع الإصلاحيين الليبراليين في أوروبا متخذًا الثورة الأمريكية مثالًا. باستخدام السياح وطلاب الفن الأمريكيين كموديلات ومساعدين، أنهى لوتز النسخة الأولى من لوحة عبور واشنطن لنهر ديلاوير في عام 1850. بعد اكتمالها مباشرةً، أصيبت النسخة الأولى بأضرار بسبب الحريق في مرسمه، ورُممت فيما بعد، واستحوذ عليها معرض بريمين الفني. في 5 سبتمبر 1942، خلال الحرب العالمية الثانية، دُمر المعرض في غارة شنتها قوات الحلفاء. طُلبت اللوحة الثانية، وهي نسخة طبق الأصل عن الأولى، ولكن أكبر حجمًا، عام 1850 من قبل تاجر الفن الباريسي أدولف غوبيل لفرعه في نيويورك ووضعت في معرض في برودواي في أكتوبر 1851. تعود ملكيتها لمتحف المتروبوليتان للفنون في نيويورك. في عام 1854، أنهى لوتز رسمه لمعركة مونماوث وكان عنونا اللوحة «حشد واشنطن القوات في مونماوث»، بتكليف من راعي مهم للوتز وهو المصرفي ديفيد ليفيت من مدينة نيويورك وغريت بارينغتون بماساتشوستس.

### نيويورك وواشنطن
في عام 1859، عاد لوتز إلى الولايات المتحدة وافتتح استوديو في مدينة نيويورك. قسم وقته بين مدينة نيويورك وواشنطن. في عام 1859، رسم بورتريه لرئيس المحكمة العليا روجر بروك تاني والتي عُلقت في كلية الحقوق بجامعة هارفارد. في مقالة رأي منشورة عام 1992، وصف القاضي أنتونين سكاليا صورة تاني، التي رُسمت بعد عامين من قرار تاني المشين في قضية دريد سكوت ضد ساندفورد، بأنها تظهر تاني باللون الأسود، يجلس على كرسي أحمر مظلل، يده اليسرى تربت على حفنة من الورق في حضنه، ويده اليمنى مرتخية، وبلا حياة تقريبًا، بجانب الذراع الداخلي للكرسي، ويجلس في مواجهة المشاهد ويحدق بشكل مستقيم، ويبدو أن هناك على وجهه، وفي نظرة عينيه الحادة، تعبير عميق عن الحزن وخيبة الأمل.
رسم لوتز أيضًا بورتريهات أخرى، بما في ذلك واحدة لزميله الرسام ويليام موريس هانت. كانت تلك اللوحة مملوكة لشقيق هانت ليفيت هانت، وهو محام في نيويورك ومقيم في فيرمونت أحيانًا، وقد عُرضت في معرض مخصص لعمل ويليام موريس هانت في متحف الفنون الجميلة في بوسطن في عام 1878.
في عام 1860، كلف الكونغرس الأمريكي لوتز بتزيين درج في مبنى الكابيتول في العاصمة واشنطن، إذ رسم له تصويرًا ضخمًا، وكان عنوان اللوحة «باتجاه الغرب يأخذ مسار الإمبراطورية طريقه»، والذي يعرف أيضًا باسم ويستوارد هو!
في فترة متأخرة من حياته، أصبح عضوًا في الأكاديمية الوطنية للتصميم، وكان أيضًا عضوًا في نادي نقابة الاتحاد في نيويورك، الذي يضم عددًا من لوحاته. في سن الثانية والخمسين، توفي في واشنطن العاصمة بسبب ضربة شمس. دُفن في مقبرة غلينوود. في الوقت الذي توفي فيه، كانت لوحة «تحرر العبيد» قيد الإعداد.
لا تُعرف صور لوتز بجودتها الفنية بقدر ما تشتهر بعاطفتها الوطنية. تحتل لوحة عبور واشنطن لنهر ديلاوير مكانةً راسخة بين الأيقونات الوطنية الأمريكية، وبالتالي غالبًا ما تُرسم كاريكاتوريًا.